# L'Agnese va a morire
L'Agnese va a morire è un romanzo neorealista scritto da Renata Viganò, di ispirazione autobiografica, giacché l'autrice fu, con il marito, una partigiana della Resistenza italiana.
La storia è ambientata nelle Valli di Comacchio durante la seconda guerra mondiale, nel periodo degli otto mesi di occupazione tedesca dell'Italia precedenti alla Liberazione. La protagonista è Agnese, una lavandaia di mezz'età, che colpita dalla morte del marito deportato, pur non essendosi mai interessata prima di politica, inizia a collaborare con i partigiani come staffetta di collegamento.
Tradotto in quattordici lingue, l'opera vinse il Premio Viareggio nel 1949.

## Trama
Nel delta del Po emiliano (nella zona delle Valli di Comacchio), la lavandaia Agnese vive con il marito Palita, un uomo reso debole da una malattia avuta da bambino, che lo costringe a stare in casa senza compiere sforzi fisici: il suo unico lavoro è intrecciare ceste di vimini. Questa situazione costringe Agnese a lavorare il doppio per mantenere se stessa ed il marito. Palita, per quanto debole, è tuttavia un uomo politicamente impegnato, un comunista. 
Un giorno Palita viene catturato dai nazisti, forse per via dei suoi contatti con i partigiani, o a causa di una soffiata dei vicini di casa, in quanto la sera prima lui e Agnese avevano ospitato un disertore italiano.
Qualche giorno dopo la cattura di Palita, la donna viene a sapere della morte del marito attraverso un amico di lui. L'Agnese, quindi, rimane sola con l'unica compagnia della gatta di Palita, tutto ciò che le resta di lui, e comincia a nutrire un odio profondo nei confronti dei nazisti, sostenuti, invece, dalla vicina di casa e dalle sue figlie che amoreggiano coi soldati nemici. Una sera Kurt, un soldato tedesco, spara, ubriaco, alla gatta di Palita, ammazzandola. L'Agnese, sconvolta, lo colpisce in testa col suo stesso fucile, uccidendolo, e fugge nascondendosi presso un gruppo di partigiani.
Da questo momento l'Agnese, già diventata staffetta, diventa la "mamma" della compagnia partigiana, con responsabilità organizzative via via maggiori. Col passare dei mesi, l'Agnese matura nella propria coscienza politica.
Proprio quando gli alleati inglesi stanno per prendere il sopravvento sui tedeschi, Agnese viene trattenuta dai soldati tedeschi e, riconosciuta dal maresciallo superiore di Kurt, viene uccisa. Della donna non rimane che "un mucchio di stracci sulla neve".

## Adattamenti

### Film
L'Agnese va a morire, 1976, regia di Giuliano Montaldo. Attori: il ruolo di Agnese è interpretato da Ingrid Thulin, Michele Placido, Ninetto Davoli.

## Edizioni
- L'Agnese va a morire, Collana I Coralli n.41, Torino, Einaudi, luglio 1949 - II ed., 1967; Collana Piccola Biblioteca Scientifico-Letteraria n.9, Torino, Einaudi, 1950 - IV ed., 1954; Collana Nuovi Coralli n.23, Einaudi, 1972-1993; Introduzione e cura di Sebastiano Vassalli, Collana Letture per la scuola media n.32, Einaudi, 1974; Collana Einaudi Tascabili. Letteratura n.190, Einaudi, 1994, ISBN 978-88-061-3488-4; Biblioteca della Resistenza n.4, Milano, Corriere della Sera-RCS Mediagroup, 2015.